# Ел Гавилан (Санта Лусија Мијаватлан)
Ел Гавилан (шп. El Gavilán) насеље је у Мексику у савезној држави Оахака у општини Санта Лусија Мијаватлан. Насеље се налази на надморској висини од 1739 м.

## Становништво
Према подацима из 2010. године у насељу је живело 7 становника.

### Хронологија
| Година       | 2000         | 2005         | 2010 |
| ------------ | ------------ | ------------ | ---- |
| Становништво | 46 (20 / 26) | 24 (10 / 14) | 7    |

### Попис
| # | Индикатор                     | Вредност |
| - | ----------------------------- | -------- |
| 1 | Укупно домаћинстава           | 26       |
| 2 | Укупно насељених домаћинстава | 2        |
| 3 | Величина локације             | 1        |